# Viliam Hýravý
Viliam Hýravý (* 26. listopadu 1962, Bardejov) je bývalý slovenský fotbalový útočník a trenér, československý a slovenský reprezentant.

## Klubová kariéra
Profesionální kariéru zakončil v MFK Ružomberok. Ve věku 38 roků, 9 měsíců a 19 dní se stal nejstarším střelcem slovenské nejvyšší ligy (v utkání Ružomberku proti FK AS Trenčín 15. září 2001 - výhra 4:1, vstřelil dva góly).

## Reprezentační kariéra
Viliam Hýravý debutoval v národním dresu 27. října 1987 v domácím zápase (stadion Tehelné pole, Bratislava) proti Polsku, hrál do 87. minuty, kdy byl vystřídán Vladimírem Kinierem. Přátelské utkání skončilo vítězstvím Československa 3:1.
Zúčastnil se mistrovství světa 1990 v Itálii, kde se Československo dostalo až do čtvrtfinále turnaje, v němž podlehlo pozdějšímu vítězi Západnímu Německu 0:1. Hýravý však na šampionátu nenastoupil k žádnému utkání. V československé reprezentaci odehrál celkem 11 zápasů s bilancí 7 výher, 2 remízy a 2 prohry, gól nevstřelil. Ve slovenské reprezentaci nastoupil v pěti utkáních.

## Trenérská kariéra
Po skončení hráčské kariéry se stal trenérem, nastoupil do funkce asistenta hlavního trenéra v MFK Ružomberok.